# Episodi di Rex (settima stagione)
La  settima stagione della serie televisiva Rex, composta da 12 episodi, è stata trasmessa per la prima volta in Italia dal 31 marzo al 5 maggio 2014 su Rai 2.
| nº | Titolo italiano               | Prima TV Italia |
| -- | ----------------------------- | --------------- |
| 1  | Fratelli                      | 31 marzo 2014   |
| 2  | Circolo vizioso               | 31 marzo 2014   |
| 3  | Sabbiature                    | 7 aprile 2014   |
| 4  | La madre di tutte le vendette | 7 aprile 2014   |
| 5  | 893                           | 14 aprile 2014  |
| 6  | Il codice Rex                 | 14 aprile 2014  |
| 7  | Soldato futuro                | 21 aprile 2014  |
| 8  | Il colore dell'acqua          | 21 aprile 2014  |
| 9  | N13                           | 28 aprile 2014  |
| 10 | L'iniziazione                 | 28 aprile 2014  |
| 11 | Alla luce del sole            | 5 maggio 2014   |
| 12 | Gli allegri bucanieri         | 5 maggio 2014   |

## Fratelli
- Diretto da: Manetti Bros.
- Scritto da: Federico Favot
- Creative producer: Federico Favot

### Trama
Martin Reiter commette una rapina, utilizzando un cane della stessa razza di Rex. Marco Terzani e Rex sono stati trasferiti in un'altra stazione di polizia sotto il comando di Annamaria Fiori. Terzani incontra Carlo Papini, un ex poliziotto che ora è sulla sedia a rotelle e collabora con la polizia come consulente. Tra loro ci sono vecchie divisioni: Terzani incolpa Papini di non aver aiutato suo fratello, anche egli poliziotto, quando ne aveva bisogno, causandone la morte. Alla fine dell'episodio, si scoprirà che il cane utilizzato da Reiter era il fratello di Rex, ma per sbaglio un poliziotto gli spara e muore. Monterosso chiede a Gori se è possibile trasferirsi dove lavorano ora Terzani e Rex, lui accetta e così Monterosso continuerà a lavorare insieme a Terzani.
- Ascolti Italia: telespettatori 1 965 000 - share 6,61%.[1]

## Circolo vizioso
- Diretto da: Manetti Bros.
- Scritto da: Valerio Cilio
- Creative producer: Federico Favot

### Trama
Di notte Roma sprofonda nel lusso perverso. Nel frattempo, Guido Lorenzi, il cervello dell'azienda italiana che produce attrezzature ad alta tecnologia, decide di utilizzare un servizio di escort. La mattina dopo una escort viene trovata assassinata. L'indagine conduce la squadra ad un club sportivo. Marco Terzani, fingendo di essere un ricco uomo d'affari, inizia, accompagnato dal fidato Rex, a visitare questo club. Lì incontra Giulia, una donna bellissima, esperta di pubbliche relazioni. In parte per motivi di indagine, in parte perché a lui piace, comincia a corteggiarla. In cambio, riceve un gentile rifiuto. Nel frattempo, ha continuato le indagini facendo domande sui visitatori del Club. Passo dopo passo egli si avvicina alla verità, anche se tutti lo negano: di notte nel Club succede qualcosa di strano.
- Ascolti Italia: telespettatori 1 927 000 - share 6,92%.[2] Share replica 6,96%.

## Sabbiature
- Diretto da: Manetti Bros.
- Scritto da: Giulio Calvani
- Creative producer: Federico Favot

### Trama
Paolo Tarantini, arrestato diversi anni prima, esce di prigione e vuole vendicarsi nei confronti di Terzani, che lo aveva arrestato. Con l'aiuto di un furgone, egli fa appositamente un incidente e rapisce il commissario. Lui si sveglia in una cassa di legno chiusa. Usando un telefono, Terzani chiama la polizia, ma non riesce a spiegare esattamente dove si trova. Inizia una corsa contro il tempo, perché l'ossigeno lì è scarso. Quasi tutti gli agenti di polizia stanno indagando, ma solo Rex riuscirà ad arrivare alla verità e a salvare l'amato padrone. Tarantini si infiltrerà nel commissariato per recuperare della cocaina che era stata confiscata, ma verrà scoperto e arrestato da Terzani.
- Ascolti Italia: telespettatori 1 783 000 - share 6,16%.[3] Ascolti replica: telespettatori 1 835 000 - share 7,48%.

## La madre di tutte le vendette
- Diretto da: Manetti Bros.
- Scritto da: Viola Rispoli
- Creative producer: Federico Favot

### Trama
Una donna entra in un consultorio per donne in gravidanza e lascia una borsa con una bomba pronta ad esplodere in qualsiasi momento. Quando arriva la polizia, Rex rileva la bomba, e riesce a gettarla nel Tevere appena prima dell'esplosione. La polizia indaga e scopre che la responsabile lavorava nel settore farmaceutico, acquistando esperienza nel confezionare esplosivi. Terzani e Rex dovranno scoprire la verità.
- Ascolti Italia: telespettatori 1 766 000 - share 6,79%.[3]

## 893
- Diretto da: Manetti Bros.
- Scritto da: Federico Favot e Michelangelo La Neve
- Creative producer: Federico Favot

### Trama
Dei killer uccidono i capi delle gang di Roma e lasciano sui loro corpi delle palle da biliardo che formano i numeri otto, nove e tre. Il messaggio si riferisce alla âzuke, la temuta mafia giapponese. Ma qualcuno uccide a sua volta i killer e invia la foto al capo Goro Yoshimoto che sta cercando di affermarsi nel mondo criminale della capitale. Terzani e Rex impediranno alla temuta organizzazione criminale giapponese di imporsi nel paese.
- Ascolti Italia: telespettatori 1 713 000 - share 5,98%.[4]

## Il codice Rex
- Diretto da: Manetti Bros.
- Scritto da: Andrea Nobile
- Creative producer: Federico Favot

### Trama
Patricia Sensini viene assassinata in un'antica biblioteca da un uomo misterioso, vestito di nero. Marco Terzani, con l'aiuto di Rex, guiderà le indagini. Al suo arrivo sulla scena del crimine, incontra la piccola Teresa, figlia dell'assassinata. La bambina è testimone dell'omicidio di sua madre e probabilmente ha visto l'assassino. Tuttavia, ella è in stato di shock e non riesce a dire una parola. Solo l'amore di Rex può aiutarla.
- Ascolti Italia: telespettatori 1 662 000 - share 6,28%.[4]

## Soldato futuro
- Diretto da: Manetti Bros.
- Scritto da: Antonio Lauro e Massimo Reale
- Creative producer: Federico Favot

### Trama
Afghanistan. L'operazione di salvataggio degli ostaggi dell'esercito italiano finisce in tragedia. La colpa è del sistema fallito del mimetismo chiamato "soldato del futuro". Mentre sta facendo una corsetta insieme a Rex, Terzani trova il cadavere di un soldato. Presto i servizi segreti intervengono, costringendo il commissario a non occuparsi di questo caso. Ma Terzani capisce che c'era qualcosa di strano e, nonostante le obiezioni di Annamaria Fiori, inizia un'indagine. Con l'aiuto di un amico, il colonnello Zanin, egli si infiltra in caserma, dove sono le nuove tecnologie militari, cercando di scoprire qualcosa di più.
- Ascolti Italia: telespettatori 1 743 000 - share 6,71%.[5]

## Il colore dell'acqua
- Diretto da: Manetti Bros.
- Scritto da: Federico Favot
- Creative producer: Federico Favot

### Trama
Alberto Monterosso legge delle storie per i non vedenti. Tra il pubblico c'è una ragazza cieca, Francesca Verrone. Monterosso si innamora di lei. Ha il coraggio di invitarla a un appuntamento. Quando lei accetta, l'ispettore è molto felice. Tuttavia, il giorno successivo Francesca scompare senza lasciare tracce. La squadra incomincia a cercare la ragazza. Ma lei è bloccata in un cubo di vetro di grandi dimensioni, riempito di acqua. Se Terzani e Rex non trovano immediatamente Francesca, rischierà di affogare.
- Ascolti Italia: telespettatori 1 778 000 - share 7,04%.[5]

## N13
- Diretto da: Manetti Bros.
- Scritto da: Francesco Cioce
- Creative producer: Federico Favot

### Trama
Quattro uomini in costumi da clown vanno al centro commerciale a compiere una rapina. Lì si trovano anche Carlo Papini e Annalisa Fiori. Il piano fallisce: durante lo scontro a fuoco una guardia giurata viene uccisa e anche uno dei rapitori viene ferito gravemente. I suoi complici entrano in un negozio di elettronica, insieme agli ostaggi, tra cui c'è anche Papini. Inizia una lunga ed estenuante notte di indagini con sorprendenti rivelazioni sul movente del crimine. Alla fine Laura Malforti interviene e ferma il colpevole, che si arrende e viene arrestato.
- Ascolti Italia: telespettatori 2 081 000 - share 7,13%.[6]

## L'iniziazione
- Diretto da: Manetti Bros.
- Scritto da: Salvatore De Mola
- Creative producer: Federico Favot

### Trama
Tre ragazzi dominicani inseguono un senzatetto. Due di loro sono fratelli: Raphael e Alejandro Ortega, il terzo è Mateo Morales. Il pestaggio del senzatetto, una sorta di cerimonia di iniziazione della banda, finisce in tragedia. Raphael è furioso. Al suo sgomento, Alejandro vede con orrore come suo fratello maggiore picchia a morte la sua vittima. I fratelli vivono con il padre, Diego Ortega, un uomo che ha sempre lottato con la banda per raccogliere i bambini dalle strade. Non ci vuole molto tempo per capire che i ragazzi hanno commesso un crimine. La polizia è già sulle loro tracce.
- Ascolti Italia: telespettatori 1 859 000 - share 7,13%.[6]

## Alla luce del sole
- Diretto da: Manetti Bros.
- Scritto da: Giulio Calvani, Valerio Cilio, Michelangelo La Neve
- Creative producer: Federico Favot

### Trama
Paolo Tarantini, un delinquente che nutre un forte rancore nei confronti di Marco Terzani, che lo aveva arrestato, fugge dal carcere. L'informazione che il “Rosso”, amico e complice di Tarantini, è stato ucciso in Puglia pochi giorni prima, basta a Terzani per decidere di partire insieme a Rex. Molti anni prima il “Rosso”, Tarantini e i fratelli Pazzi avevano rapinato una banca. Il “Rosso” era l'unico che sapeva dove è nascosto il bottino. Per questo motivo, i Pazzi sono stati torturati e uccisi. Lui, lasciando Tarantini, tornò in Puglia. È un lavoro pericoloso per il nostro eroe a quattro zampe.
- Ascolti Italia: telespettatori 2 018 000 - share 6,98%.[7]

## Gli allegri bucanieri
- Diretto da: Manetti Bros.
- Scritto da: Giulio Calvani, Valerio Cilio, Michelangelo La Neve
- Creative producer: Federico Favot

### Trama
La seconda parte della storia è dedicata alla caccia al tesoro nella splendida campagna della Puglia. Tarantini ha iniettato una sostanza velenosa a Rex. Terzani utilizza la sua abilità investigativa per trovare il luogo di sepoltura del tesoro. Questa è una drammatica corsa contro il tempo, dove lo stato di Rex peggiora progressivamente. Quando arrivano presso una fattoria abbandonata, altri due delinquenti scoprono dove è nascosto il tesoro e cercano di prenderlo, ma Terzani spara loro per fermarli. Rex rischia di morire perché Tarantini non vuole dare l'antidoto a Terzani, ma la complice di Tarantini aiuterà Terzani e riusciranno a salvare Rex somministrandogli l'antidoto. Così si chiude l'ultimo caso della serie. Nelle ultime scene, si vedono Terzani e Rex che assaporano i cibi caratteristici della Puglia, e Terzani telefona alla dottoressa Fiori avvisando che resteranno qualche giorno lì.
- Ascolti Italia: telespettatori 2 070 000 - share 7,59%.[7]